# Вон, Роберт
Ро́берт Вон (англ. Robert Vaughn; 22 ноября 1932, Нью-Йорк, США — 11 ноября 2016) — американский актёр, наиболее известный по ролям в фильмах «Великолепная семёрка» и «Буллит», а также телесериале «Агенты А. Н.К. Л.».

## Ранние годы
Родился в семье театральной актрисы Марселлы Франсис и радиоведущего Джеральда Уолтера Вона. Своё детство он провёл в Миннеаполисе у дедушки с бабушкой, которые воспитывали внука в ирландских католических традициях.
После окончания средней школы поступил в Университет Миннесоты на факультет журналистики, но спустя год бросил обучение и вместе с матерью переехал в Лос-Анджелес. Там он продолжил обучение, но уже в направлении исполнительных искусств, получив при этом степень магистра в области театрального искусства. В 1970 году, уже после начала актёрской карьеры, получил высшее образование и степень доктора философии в Университете Южной Калифорнии, где защитил диссертацию по теме «Изучение чёрных списков шоу-бизнеса».

## Карьера
Его актёрский дебют состоялся в ноябре 1955 года на телевидении в одном из эпизодов сериала «Медик», где Вон исполнил первую из более чем двухсот эпизодических ролей на телевидении за последующие пятьдесят лет. На большом экране впервые он тоже появился в эпизоде, сыграв в 1956 году идолопоклонника золотого тельца в блокбастере Луиса Б. Майера «Десять заповедей» (1956). Год спустя он исполнил роль Боба Форда, убийцы Джесси Джеймса в вестерне «Адский перекрёсток». Его следующей ролью должен был стать Стив Даллса в нуаре «Сладкий запах успеха», но актёр был призван в армию, прежде чем начались съёмки.
После окончания службы вернулся в кино и в 1959 году добился первого крупного успеха, получив номинации на «Оскар» и «Золотой глобус» за роль Честера Гвинна в драме «Юные филадельфийцы». Следующей крупной ролью актёра стал Ли в классическом вестерне «Великолепная семёрка» (1960).
В 1963 году он стал исполнителем роли лейтенанта Раймонда Рэмбриджа в телесериале «Лейтенант». Его роль была не велика, и год спустя он обратился к создателям сериала, желая увеличить своё экранное время, а в итоге получил главную роль секретного агента Наполеона Соло в новом телесериале «Агенты А. Н.К. Л.». Для Вона эта роль стала одной из самых знаменитых на телевидении и принесла ему две номинации на «Золотой глобус». В 1968 году актёр появился в полицейском триллере «Буллит» в компании Стива Маккуина, где за роль сенатора Уолтера Чалмерса был номинирован на премию BAFTA. В 1977 году Роберт Вон стал обладателем премии «Эмми» за роль Фрэнка Флаерти в телесериале «Вашингтон: За закрытыми дверями» в номинации «Лучший актёр второго плана в драматическом сериале».
В последующие годы продолжал много сниматься на телевидении и в кино, где ему в основном доставались роль в фильмах категории B. Среди его многочисленных работ на телевидении — роли в телесериалах «Коломбо», «Охотник Джон», «Команда «А»», «Отель», «Она написала убийство», «Крутой Уокер: правосудие по-техасски», «Диагноз: Убийство», «Защитники», «Правосудие Берка», «Закон и порядок», «Виртуозы» и многих других. На большом экране он запомнился появлениями в фильмах «Ад в поднебесье» (1974), «Звёздная мишень» (1978), «Вирус» (1980), «Битва за пределами звёзд» (1980), «Ангар 18» (1980), «Супермен 3» (1983), «Отряд „Дельта“» (1986), «Вулкан» (1997) и «Счастливый час» (2003).
27 июля 1998 года на голливудской «Аллее славы» была открыта звезда Роберта Вона, которой он удостоился за вклад в американский кинематограф.

## Личная жизнь
Являлся давним членом Демократической партии США. Его семья также поддерживала демократов и принимала активное участие в политической жизни Миннеаполиса.
В 1974 году женился на актрисе Линде Стааб и усыновил двоих детей Кэсседи (род. 1976) и Кейтлин (род. 1981), с которыми проживал в городе Риджфилд, штат Коннектикут до самой смерти.

## Избранная фильмография
| Год       |    | Русское название                    | Оригинальное название             | Роль                             |
| --------- | -- | ----------------------------------- | --------------------------------- | -------------------------------- |
| 1956—1957 | с  | Дымок из ствола                     | Gunsmoke                          | Энди Бауэрс / парень             |
| 1957—1959 | с  | Театр 90                            | Playhouse 90                      | Эрл Рэндольф / Стив Спрок        |
| 1959      | ф  | Молодые филадельфийцы               | The Young Philadelphians          | Честер Гвинн                     |
| 1960      | ф  | Великолепная семёрка                | The Magnificent Seven             | Ли                               |
| 1964—1968 | с  | Агенты А.Н.К.Л.                     | The Man from U.N.C.L.E.           | Наполеон Соло                    |
| 1965—1966 | с  | Шоу Реда Скелтона                   | The Red Skelton Show              | офицер Макгуайр / Виктор Вирту   |
| 1968      | ф  | Буллит                              | Bullitt                           | Чалмерс                          |
| 1969      | ф  | Ремагенский мост                    | The Bridge at Remagen             | майор Пауль Крюгер               |
| 1974      | ф  | Ад в поднебесье                     | The Towering Inferno              | сенатор Паркер                   |
| 1975      | ф  | Приходящая няня                     | La baby sitter                    | Стюарт Чейз                      |
| 1975—1976 | с  | Коломбо                             | Columbo                           | Чарльз Клэй / Хайден Данзигер    |
| 1977      | ф  | Потомство демона                    | Demon Seed                        | Протеус IV                       |
| 1978—1979 | с  | Столетие                            | Centennial                        | Морган Уэнделл                   |
| 1979      | ф  | Удачи, мисс Вайкофф                 | Good Luck, Miss Wyckoff           | доктор Нил                       |
| 1980      | тф | Город в страхе                      | City in Fear                      | Харрисон Кроуфорд III            |
| 1980      | ф  | Вирус                               | 復活の日                          | сенатор Баркли                   |
| 1980      | ф  | Ангар 18                            | Hangar 18                         | Гордон Кейн                      |
| 1980      | ф  | Битва за пределами звёзд            | Battle Beyond The Stars           | Гелт                             |
| 1980      | с  | Охотник Джон                        | Trapper John, M.D.                | Ти Кей Шелдон                    |
| 1981      | ф  | Сукин сын                           | S.O.B.                            | Дэвид Блэкман                    |
| 1981      | с  | Лодка любви                         | The Love Boat                     | Чарльз Пэрис                     |
| 1983      | ф  | Супермен 3                          | Superman III                      | Росс Уэбстер                     |
| 1985—1996 | с  | Она написала убийство               | Murder, She Wrote                 | разные персонажи                 |
| 1986      | ф  | Восход «Чёрной луны»                | Black Moon Rising                 | Райленд                          |
| 1986      | тф | Принц из Бель-Эйр                   | Prince of Bel Air                 | Стэнли Ауэрбах                   |
| 1986      | ф  | Отряд «Дельта»                      | The Delta Force                   | генерал Вудбридж                 |
| 1986—1987 | с  | Команда «А»                         | The A-Team                        | генерал Хант Стокуэлл            |
| 1989      | с  | Охотник                             | Hunter                            | заместитель шерифа Кертис Мурхед |
| 1989      | ф  | Река смерти                         | River of Death                    | Вольфганг Мантофелль             |
| 1989      | ф  | Поворот на Трансильванию            | Transylvania Twist                | лорд Байрон Орлок                |
| 1989      | ф  | Никто не идеален                    | Nobody’s Perfect                  | доктор Данкан                    |
| 1996      | ф  | Квартирка Джо                       | Joe’s Apartment                   | сенатор Доэрти                   |
| 1996—1997 | с  | Диагноз: убийство                   | Diagnosis: Murder                 | Александр Дрейк / Билл Страттон  |
| 1996—1998 | с  | Няня                                | The Nanny                         | Джеймс Шеффилд                   |
| 1997—1998 | с  | Закон и порядок                     | Law & Order                       | Карл Андертон                    |
| 1998      | ф  | БЕЙСкетбол                          | BASEketball                       | Бакстер Кейн                     |
| 2004—2012 | с  | Виртуозы                            | Hustle                            | Альберт Строллер                 |
| 2006—2015 | с  | Закон и порядок: Специальный корпус | Law & Order: Special Victims Unit | Уолтер Бриггс / Тейт Спир        |
| 2012      | с  | Улица Коронации                     | Coronation Street                 | Милтон Фэншоу                    |
| 2016      | ф  | Американская сторона                | The American Side                 | седой мужчина                    |

## Награды и номинации
| Награда        | Год  | Категория                                                     | Название работы                 | Результат |
| -------------- | ---- | ------------------------------------------------------------- | ------------------------------- | --------- |
| Оскар          | 1960 | Лучшая мужская роль второго плана                             | Молодые филадельфийцы           | Номинация |
| Золотой глобус | 1960 | Лучшая мужская роль второго плана в кинофильме                | Молодые филадельфийцы           | Номинация |
| Золотой глобус | 1961 | Лучший дебют актёра                                           | Великолепная семёрка            | Номинация |
| Золотой глобус | 1965 | Лучшая мужская роль в драматическом телесериале               | Агенты А.Н.К.Л.                 | Номинация |
| Золотой глобус | 1966 | Лучшая мужская роль в драматическом телесериале               | Агенты А.Н.К.Л.                 | Номинация |
| Эмми           | 1978 | Лучшая мужская роль второго плана в драматическом телесериале | Вашингтон: За закрытыми дверями | Победа    |
| Эмми           | 1979 | Лучшая мужская роль второго плана в мини-сериале или фильме   | Закулисье Белого дома           | Номинация |
| BAFTA          | 1970 | Лучшая мужская роль второго плана                             | Буллит                          | Номинация |